# Cercle d'amics
Cercle d'amics (títol original en anglès Circle of Friends) és una pel·lícula de 1995, dirigida per Pat O'Connor i coproduïda per Irlanda, Regne Unit i EUA.
Es basa en la novel·la homònima de Maeve Binchy (1990).
Minnie Driver va guanyar el premi de la Chicago Film Critics Association a l'actriu més prometedora pel seu paper en aquesta pel·lícula.

## Argument
La pel·lícula retrata la Irlanda dels anys 50 i les experiències de Bernadette "Benny" Hogan i les seves dues amigues, Eve Malone i Nan Mahon. Se'ns presenten durant la infantesa, quan fan la seva primera comunió: Benny és filla única, estimada pels seus pares, Eve és orfe i ha estat criada per monges, i Nan és pobre però destaca per la seva bellesa.
Uns anys més tard ja són a la Universitat de Dublín, on Benny s'enamora de Jack Foley, fill d'un metge que pretén seguir els passos del seu pare encara que n'està gaire convençut. Les noies visiten Dublín i una Nan madura i sofisticada, conscient del seu efecte embruixador sobre el sexe oposat, s'embolica amb el benestant Simon Westward.
La catòlica Benny es resisteix a tenir relacions sexuals, cosa que no agrada a en Jack, mentre que Nan, que creu que Simon veritablement se l'estima, dona el pas endavant. El pare de Benny mor, i aquesta ha de deixar la universitat i de veure en Jack per quedar-se a la botiga amb en Sean Walsh, que s'hi vol casar.
Nan es queda embarassada i Simon l'abandona, oferint-li diners. Desesperada, acut a un bar, on troba Jack borratxo; no triga a seduir-lo, i posteriorment li diu que el fill que espera és seu, per tal d'obligar-lo a casar-s'hi. Ell hi accedeix, creient que és el més honorable, i deicideix explicar-ho tot a Benny, qui queda dessolada.
Però Eve esbrina la veritat i fa front a Nan en una festa, i la seva mentida surt a la llum; aquesta reconeix que no pot criar el seu fill en un matrimoni basat en mentides, i trenca el seu compromís amb Jack. Nan demana a Benny i Jack que la perdonin pel seu acte de desesperació, i marxa a Anglaterra per començar de nou amb la seva criatura.
A la sastreria, Sean intenta violar Benny a la seva habitació i aquesta, en la seva lluita per desfer-se'n, descobreix el munt de diners que Sean ha estat malversat de la seva família durant anys. Demana que ell deixar, i fa, declarant que se li destini ser un spinster pel que fa a la resta de la seva vida.
Jack va a visitar Benny per tal de recuperar-la, però aquesta està poc disposada a perdonar-lo tan fàcilment i li diu que passarà bastant de temps perquè es guanyi la seva confiança una altra vegada. Demostra la seva paciència i humilitat i Benny finalment cedeix i accepta el seu amor i proposta de matrimoni.

## Repartiment
- Chris O'Donnell: Jack Foley
- Minnie Driver: Bernadette 'Benny' Hogan
- Geraldine O'Rawe: Eve Malone
- Saffron Burrows: Nan Mahon
- Alan Cumming: Sean Walsh
- Colin Firth: Simon Westward
- Aidan Gillen: Aidan Lynch
- Ciarán Hinds: Professor Flynn
- Mick Lally: Dan Hogan
- Britta Smith: Sra. Hogan
- John Kavanagh: Brian Mahon
- Ruth McCabe: Emily Mahon
- Jason Barry: Nasey Mahon

## Localitzacions
La pel·lícula va ser rodada a Burnham Beeches (Buckinghamshire, Anglaterra) i a Irlanda (Dublín i el Comtat de Kilkenny).